# Iljo Keisse

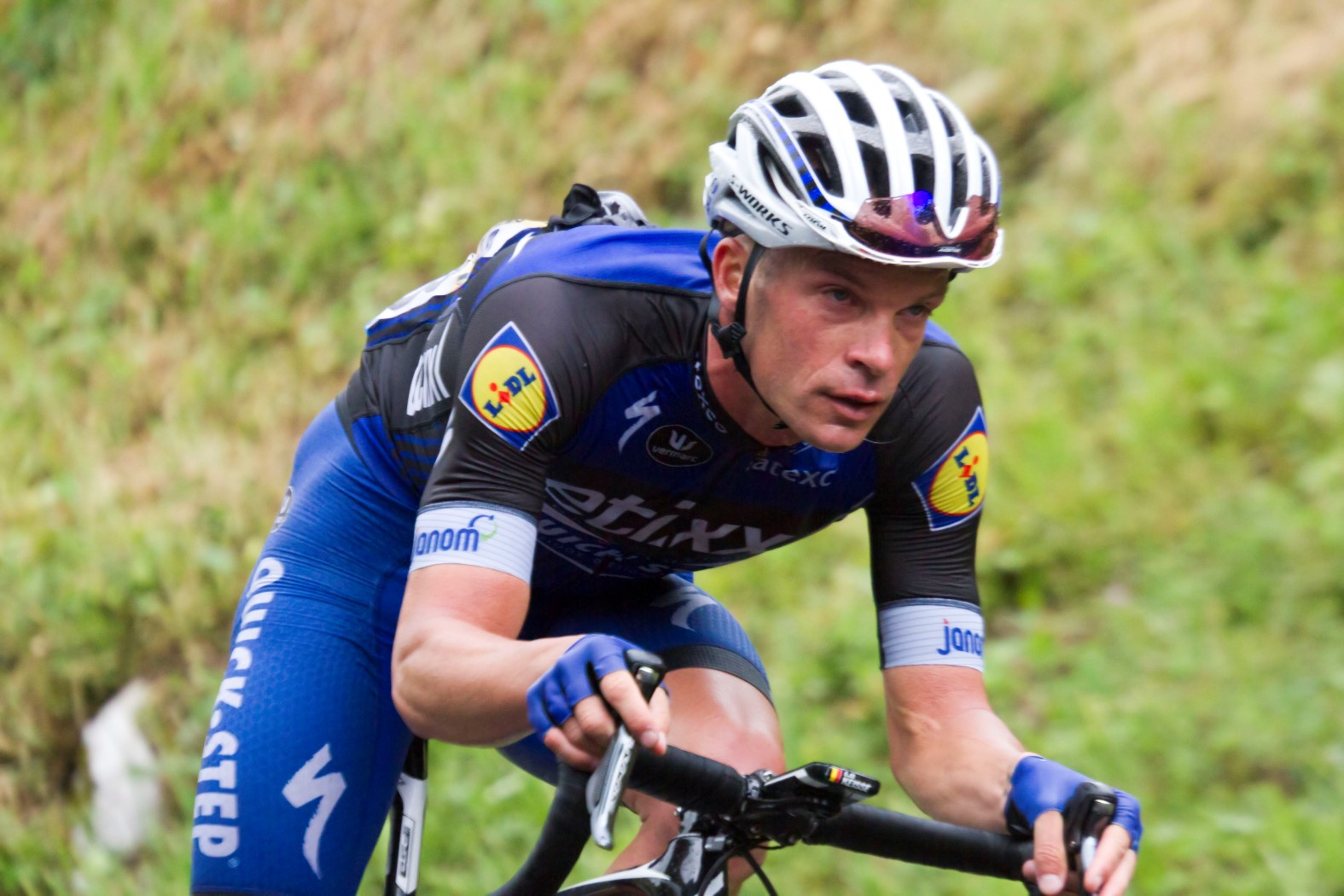
Keisse bei der Tour de France 2016

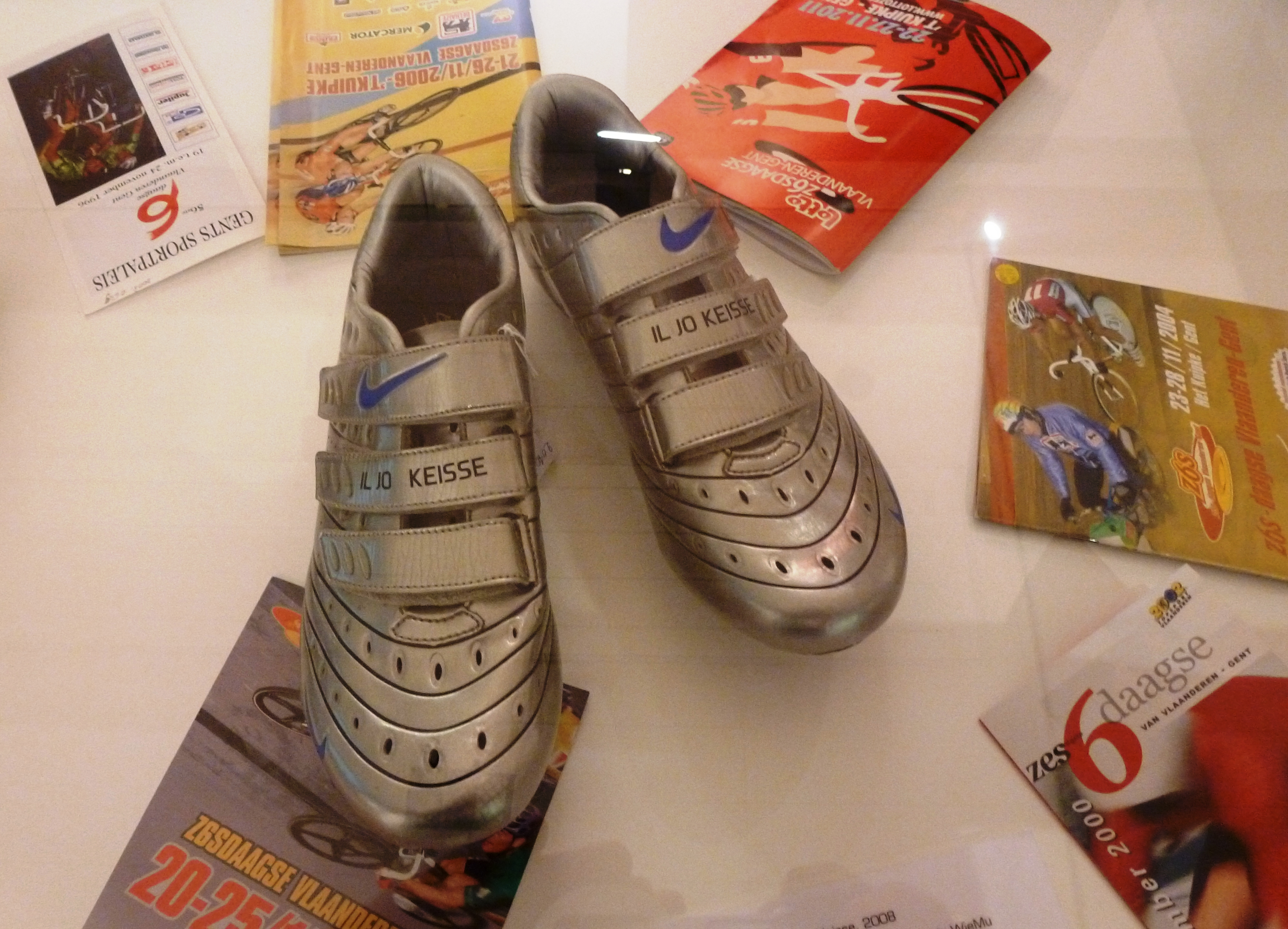
Rennschuhe von Iljo Keisse im Koers. Museum van de Wielersport in Roeselare

Iljo Keisse (* 21. Dezember 1982 in Gent) ist ein ehemaliger belgischer Radrennfahrer, der auf Bahn und Straße aktiv war. Er war der erfolgreichste belgische Bahnradsportler seit Beginn der 2000er Jahre.

## Sportliche Laufbahn
Keisse wuchs in unmittelbarer Nähe der Radrennbahn in Gent auf. Schon sein Kindheitstraum war es, Radprofi zu werden. Er bezeichnete in seiner Jugend Peter Van Petegem als sein sportliches Vorbild.
1998 wurde Iljo Keisse erstmals belgischer Meister, in der Einerverfolgung der Jugendklasse. Bis 2016 errang er mindestens weitere 18 nationale Titel auf der Bahn in verschiedenen Altersklassen. So wurde er allein im Jahr 2000 fünffacher belgischer Junioren-Meister, in der Einerverfolgung, im Punktefahren, im Omnium, im 1000-Meter-Zeitfahren sowie im Zweier-Mannschaftsfahren (mit Kristof Sels). 2004 wurde er gemeinsam mit Kenny De Ketele U23-Europameister im Zweier-Mannschaftsfahren. Dreimal – 2005, 2008 und 2011 – wurde er anschließend Europameister im Zweier-Mannschaftsfahren der Elite. 2006 errang er zudem den kontinentalen Titel im Derny hinter dem Schrittmacher Michel Vaarten.
Keisse zählt zu den erfolgreichsten Sechstagefahrer. Als Nachwuchsfahrer gewann er Läufe des UIV-Cups, eines Nachwuchswettbewerbes für Sechstagefahrer, alle gemeinsam mit Dimitri De Fauw. 2004 gewannen die beiden Fahrer die Gesamtwertung des Cups. Im Laufe seiner sportlichen Karriere gewann er 30 Sechstagerennen mit verschiedenen Partnern, darunter Matthew Gilmore, Robert Bartko, Kenny De Ketele und Franco Marvulli.
Zweimal – 2004 und 2008 – startete Keisse bei Olympischen Spielen. 2004 in Athen belegte er gemeinsam mit Gilmore Platz elf im Zweier-Mannschaftsfahren. Vier Jahre später in Peking wurde er Zwölfter im Punktefahren, im Zweier-Mannschaftsfahren wurde er mit De Ketele Vierter.
Ab 2013 startete Iljo Keisse verstärkt bei Straßenrennen, bei denen ihm auch zunehmend Erfolge gelangen. 2015 gewann er die Ronde van Zeeland Seaports. Im selben Jahr entschied er die 21. und letzte Etappe des Giro d’Italia von Turin nach Mailand für sich. Keisse selbst, der diesen Giro „schrecklich“ fand, bezeichnete diesen Sieg als den „größten Erfolg“ seiner Karriere. 2016 startete er erstmals bei der Tour de France und belegte Rang 139 in der Gesamtwertung.
Im November 2018 gewann Keisse gemeinsam mit dem Italiener Elia Viviani das Sechstagerennen von Gent; es war sein siebter dortiger Sieg. Damit zog er mit dem Australier Danny Clark gleich.
Im Januar 2019 wurde Iljo Keisse bei der Vuelta a San Juan Internacional ausgeschlossen, weil er bei einem Selfie mit einem weiblichen Fan eine anzügliche Pose eingenommen habe. Daraufhin drohte Teamchef Patrick Lefevere mit dem Ausstieg seiner Mannschaft von der Rundfahrt und unterstellte der belästigten Frau, die Strafanzeige gestellt hatte, finanzielle Absichten. Zudem nahm das Team nicht an der Podiumszeremonie nach der vierten Etappe teil. Der Sponsor des Teams, der belgische Fensterhersteller Deceuninck äußerte Unverständnis für Keisses Verhalten, das man nicht akzeptieren könne. Keisses Vater wiederum ließ verlauten, die Frau trage eine Mitschuld. Von einem örtlichen Richter wurde Keisse wegen sexueller Belästigung zu einer Geldstrafe von umgerechnet 70 Euro verurteilt.
Im November 2022 bestritt Iljo Keisse mit dem Sechstagerennen von Gent sein letztes Rennen als Profi. Dabei belegte der geborene Genter gemeinsam mit Jasper De Buyst Platz drei.

## Doping
2008 wurde Keisse nach seinem Sieg beim Sechstagerennen in Gent positiv auf das Stimulanzmittel Cathin sowie die maskierende Substanz Hydrochlorothiazid (HCT) getestet; auch die B-Probe war positiv. Zur Sechstage-Saison 2009/2010 kehrte er dennoch auf die Radrennbahn mit einer Teilnahme am Sechstagerennen in Grenoble zurück, nachdem ihn der belgische Radsport-Verband von den Doping-Vorwürfen freigesprochen hatte. Die Union Cycliste Internationale untersagte jedoch einen Start Keisses beim Sechstagerennen in Rotterdam im Januar 2010, er ging jedoch trotzdem an den Start, nachdem er sein Startrecht bei einem niederländischen Gericht eingeklagt hatte.
Die UCI akzeptierte diese Entscheidung nicht und der Internationale Sportgerichtshof bestätigte im Juli 2010 die Sperre von Keisse. Der belgische Gerichtshof erklärte sich für nicht zuständig, so dass Keisse außerhalb Belgiens bis zum 6. August 2011 gesperrt war, in Belgien sogar bis zum 27. Januar 2012, weil er dort vor der Aufhebung der Sperre Rennen gefahren war.

## Ehrungen
Drei Jahre hintereinander (2014, 2015 und 2016) erhielt Keisse die Auszeichnung Kristallen Fiets der belgischen Zeitung Het Laatste Nieuws als bester Helfer.

## Erfolge

### Bahn
1998
- Belgischer Jugend-Meister – Einerverfolgung

1999
- Belgischer Junioren-Meister – Zweier-Mannschaftsfahren (mit Dimitri De Fauw)

2000
- Belgischer Junioren-Meister – Einerverfolgung, Punktefahren, Omnium, 1000-Meter-Zeitfahren, Zweier-Mannschaftsfahren (mit Kristof Sels)

2001
- Europameisterschaft (U23) – Zweier-Mannschaftsfahren (mit Dimitri De Fauw)
- Belgischer Meister – Punktefahren

2002
- Europameisterschaft (U23) – Zweier-Mannschaftsfahren (mit Dimitri De Fauw)

2003
- Belgischer Meister – Einerverfolgung
- Belgischer Meister – Punktefahren

2004
- U23-Europameister – Zweier-Mannschaftsfahren (mit Kenny De Ketele)

2005
- Weltmeisterschaft – Zweier-Mannschaftsfahren (mit Matthew Gilmore)
- Bahnrad-Weltcup in Moskau – Zweier-Mannschaftsfahren (mit Matthew Gilmore)
- Europameister – Zweier-Mannschaftsfahren (mit Matthew Gilmore)
- Sechstagerennen Grenoble (mit Matthew Gilmore)
- Sechstagerennen von Gent (mit Matthew Gilmore)
- Sechstagerennen Fiorenzuola d’Arda (mit Matthew Gilmore)

2006
- Europameister – Derny (hinter Michel Vaarten)
- Belgischer Meister – Punktefahren
- Sechstagerennen Hasselt (mit Matthew Gilmore)
- Sechstagerennen von Gent (mit Robert Bartko)

2007
- Sechstagerennen Amsterdam (mit Robert Bartko)
- Sechstagerennen von Gent (mit Robert Bartko)

2008
- Europameister – Zweier-Mannschaftsfahren (mit Kenny De Ketele)
- Sechstagerennen Bremen (mit Robert Bartko)
- Sechstagerennen Stuttgart (mit Robert Bartko und Leif Lampater)
- Sechstagerennen München (mit Robert Bartko)
- Sechstagerennen von Gent (mit Robert Bartko)
- Belgischer Meister – Punktefahren
- Belgischer Meister – Madison (mit Kenny De Ketele)

2010
- Sechstagerennen von Rotterdam (mit Danny Stam)
- Sechstagerennen von Gent (mit Peter Schep)

2011
- Europameister – Zweier-Mannschaftsfahren (mit Kenny De Ketele)
- Sechstagerennen Amsterdam (mit Niki Terpstra)
- Sechstagerennen Grenoble (mit Morgan Kneisky)
- Zürcher Sechstagerennen (mit Franco Marvulli)
- Belgischer Meister – Scratch, Zweier-Mannschaftsfahren (mit Gert-Jan Van Immerseel)

2012
- Sechstagerennen Kopenhagen (mit Marc Hester)
- Quatre Jours Cycliste de Grenoble (mit Kenny De Ketele)
- Sechstagerennen von Gent (mit Glenn O’Shea)

2013
- Sechstagerennen von Rotterdam (mit Niki Terpstra)
- Sixday-Nights Zürich (mit Silvan Dillier)
- Sechstagerennen Grenoble (mit Jasper De Buyst und David Muntaner)
- Belgischer Meister – Madison (mit Jasper De Buyst)
- Belgischer Meister – Scratch

2014
- Sechstagerennen von Rotterdam (mit Niki Terpstra)
- Sixday-Nights Zürich (mit Mark Cavendish)
- Belgischer Meister – Scratch, Zweier-Mannschaftsfahren (mit Jasper De Buyst)

2015
- Sechstagerennen von Rotterdam (mit Niki Terpstra)
- Sechstagerennen von Gent (mit Michael Mørkøv)

2017
- Bremer Sechstagerennen (mit Marcel Kalz)

2018
- Sechstagerennen von Gent (mit Elia Viviani)

2019
- Bremer Sechstagerennen (mit Jasper De Buyst)

### Straße
2004
- eine Etappe Tour du Loir-et-Cher

2012
- eine Etappe Presidential Cycling Tour of Turkey

2014
- Châteauroux Classic de l’Indre

2015
- Ronde van Zeeland Seaports
- eine Etappe Giro d’Italia
- Mannschaftszeitfahren Czech Cycling Tour

2017
- Omloop Mandel-Leie-Schelde Meulebeke

## Grand-Tour-Platzierungen
| Grand Tour            | 2013 | 2014 | 2015 | 2016 | 2017 | 2018 | 2019 | 2020 | 2021 | 2022 |
| --------------------- | ---- | ---- | ---- | ---- | ---- | ---- | ---- | ---- | ---- | ---- |
| Giro d’ItaliaGiro     | 159  | 139  | 145  | –    | 144  | –    | –    | 122  | 121  | –    |
| Tour de FranceTour    | –    | –    | –    | 139  | –    | –    | –    | –    | –    | –    |
| Vuelta a EspañaVuelta | –    | –    | –    | –    | –    | –    | –    | –    | –    | –    |